# Jacob Tersmeden den äldre
Jacob Tersmeden den äldre, född den 23 februari 1683 på Kohlsva bruk i Västmanland, död den 6 april 1752 på Larsbo bruk i Dalarna, var en svensk bergsbrukare och bergsråd samt stamfader för adliga ätten Tersmeden.

## Biografi

### Tidiga år
Tersmeden föddes som son till bruksarrendatorn Reinhold Tersmeden och Christina Börstelia. Tersmeden miste tidigt (1698) sin far, varefter modern gifte om sig med landshövdingen Jonas Folkern, 1711 adlad under namnet Cedercreutz. Dennes styvbarn erbjöds därvid även de detta namn, vilket de flesta av dem gjorde, men inte äldste sonen Jacob, som förklarade att han endast ville motta adelskap för egna förtjänster.

### Karriär
Efter studier i Uppsala blev Tersmeden 1701 auskultant i Bergskollegium och gjorde även studieresor till England och Sachsen för att studera bergsbruket och metallindustrin där. 1708 återvände han till Sverige och övertog förvaltningen av Larsbo bruk som han successivt skulle bygga ut och förbättra. 1722 blev han även ägare av bruket. Han erhöll titeln bergsråd 1747 och har som bergsvetenskapsman beskrivits som en af de mest insiktsfulla och erfarna på sin tid.  Som människa har den storvuxne Tersmeden skildrats som en glad välgörare, en tillförlitlig vän, en frikostig husbonde.
Tersmeden var även militär och deltog i slaget vid Helsingborg 1710. Återkommen till Larsbo satte han 1717 upp en egenhändigt finansierad frikår för att skydda Dalarna mot anfall från Norge. Han utnämndes som tack för detta till överstelöjtnant av Karl XII, men använde själv aldrig denna titel. Året före sin död adlades han i samband med Adolf Fredriks trontillträde (22 november 1751). Han ligger begraven i det Tersmedenska gravkoret i Söderbärke kyrka, till vilken han i sin livstid lämnade stora bidrag, bland annat en ny predikstol ritad av Carl Hårleman.

### Familj
Tersmeden var sedan den 8 september 1708 gift med kyrkoherdedottern Elisabeth Gangia (1688–1753) och fick med henne tretton barn, av vilka det mest kända torde vara amiralen och memoarförfattaren Carl Tersmeden (1715–1797). Ett av Jacob Tersmedens syskon var riksrådet Herman Cedercreutz.